# ФК Спарта Ротердам
ФК Спарта Ротердам (хол. Sparta Rotterdam) је фудбалски клуб из Ротердама, Холандија. То је најстарији фудбалски клуб у Холандији, основан 1. априла 1888. године. Тренутно наступа у Ередивизији. Спарта је један од три професионална клуба из Ротердама, друга два су Екселсиор (1902) и Фајенорд (1908). До сада су освојили 6 титула првака Холандије и 3 Купа Холандије.

## Трофеји
- Ередивизија:

Првак (6): 1908/09, 1910/11, 1911/12, 1912/13, 1914/15, 1958/59.
- Куп Холандије:

Освајач (3): 1957/58, 1961/62, 1965/66.